# Erich Roth (SS-Mitglied)
Erich Roth (* 25. Mai 1910 in Auschwitz; † 27. Dezember 1947 in Jugoslawien hingerichtet) war SS-Sturmbannführer, Referatsleiter IV B1 und B2 (politischer Katholizismus und Protestantismus) und stellvertretender Gruppenleiter im Amt IV (Gestapo) des RSHA.

## Leben
Geboren in Auschwitz stammte Roth aus einer Familie von Arbeitern und Häuslern. Sein Vater hatte sich bis zum Reichsbahnobersekretär hochgearbeitet. Er besuchte ein humanistisches Gymnasium und studierte Rechtswissenschaften in Jena und Göttingen. Sein Referendarsexamen absolvierte er bereits unter dem NS-Regime. Das Assessorexamen bestand er 1937 mit „ausreichend“. Am 16. Juli 1937 beantragte er die Aufnahme in die NSDAP und wurde rückwirkend zum 1. Mai desselben Jahres aufgenommen (Mitgliedsnummer 4.846.783).
Nach einer kurzen Tätigkeit beim Amtsgericht wechselte Roth im Februar 1938 als Assessor ins Geheime Staatspolizeiamt nach Berlin. Nach Kriegsbeginn arbeitete er ab Oktober 1939 in der Besatzungsverwaltung im Generalgouvernement Polen. Später übernahm er die Kirchenreferate IV B1 und IV B2 im neugebildeten Reichssicherheitshauptamt.
Im Februar 1943 wurde Roth Leiter der Gestapo in Dortmund. Ende 1944 sollte er Sonderbevollmächtigter des Reichskommissars für die Festigung deutschen Volkstums im norwegischen Oslo werden. Das Reichssicherheitshauptamt lehnte eine solche Versetzung ab, da Roth „mit Rücksicht auf die derzeitige Gesamtlage im Westen aus seiner jetzigen Tätigkeit ohne Gefährdung der sicherheitspolizeilichen Belange unter keinen Umständen herausgelöst“ werden könne.

## Nach 1945
1947 wurde Roth von der französischen Besatzungsmacht an Jugoslawien ausgeliefert. Dort wurde er zum Tode verurteilt und hingerichtet. 